# Aczchoj-Martan
Aczchoj-Martan (ros. Ачхой-Мартан) – miejscowość w Rosji, w Czeczenii. Stolica rejonu aczchoj-martanowskiego.

## Demografia
- 2009 – 18 291[2]
- 2020 – 24 864[1]